# Eutrichosiphum glabrum
Eutrichosiphum glabrum är en insektsart. Eutrichosiphum glabrum ingår i släktet Eutrichosiphum och familjen långrörsbladlöss. Inga underarter finns listade i Catalogue of Life.